# Inuksuk

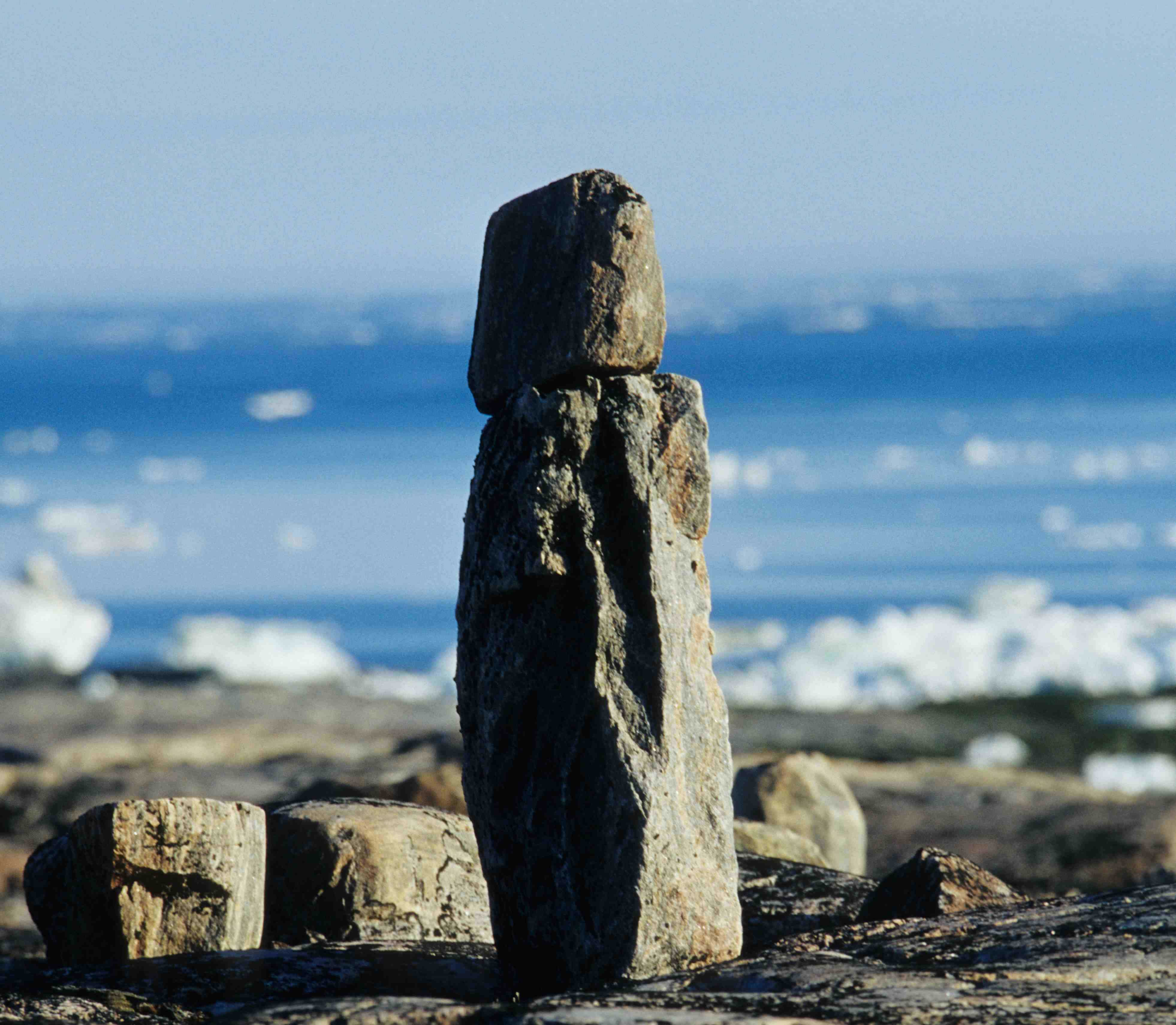
Nappatuq, „er steht aufrecht“ – ein Inunnguaq

Wörtlich bedeutet das Inuktitut-Wort Inuksuk (nach Dialekt auch Inukshuk; grönländisch Inussuk; Plural Inuksuit) „gleich einem Menschen“. Die Inuit verstehen darunter „einen Gegenstand, der anstelle eines Menschen Aufgaben übernehmen kann“ (auch Nicht-Inuit sind Gegenstände mit derartiger Ersatzfunktion aus dem täglichen Leben geläufig, etwa die Verkehrsampel, die den verkehrsregelnden Polizisten ersetzt, der Wegweiser oder die Vogelscheuche). Da die Inuit bis ins 19. Jahrhundert keine Schrift hatten, wurden die Inuksuit zu einer Art Schriftzeichen in der Landschaft. Wie die durch Erzählen überlieferten Mythen und Legenden bewahrten sie Wissen und gaben es von Generation zu Generation weiter.

## Geschichtliche Angaben

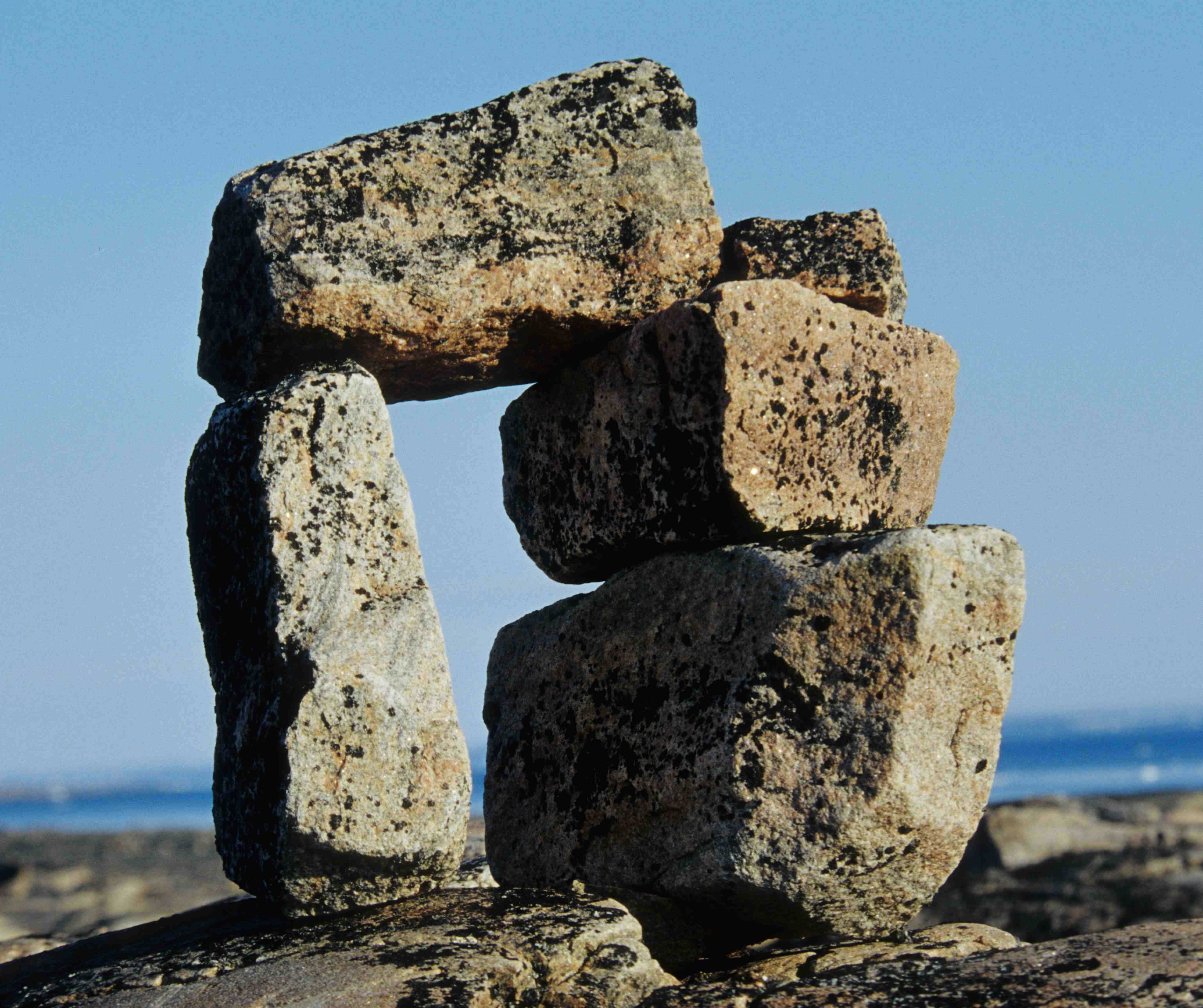
Niungvaliruluit (fensterförmiger Richtungsweiser)

Inuksuit sind auf- und nebeneinander geschichtete, über und über mit meist uralten Flechten bewachsene figürliche Steingebilde. Nicht selten sind sie viele Jahrhunderte alt und werden dann von den Eskimos als ererbte Wahrzeichen ihrer Ahnen verehrt. Kenntnisreiche ältere Eskimos (Elders) berichten: „Viele Inuksuit sind von unseren Vorfahren (d. h. Menschen der Thule-Kultur, etwa 1000 bis 1800 n. Chr.) errichtet worden. Andere aber sind viel älter; sie stammen von den Leuten, die das Land für unsere Ahnen vorbereitet haben, den Tunit (wie die Eskimos Menschen der Dorset-Kultur, etwa 500 v. Chr. bis 1000 n. Chr. bezeichnen). Doch stellen auch die heutigen Eskimos noch Inuksuit an Landschaftspunkten auf, die sie aus verschiedensten Gründen kennzeichnen wollen.“
Einigermaßen verlässlich ist das Alter für die einzelnen Inuksuit nicht anzugeben. Die klimatischen Verhältnisse und die lokalen Umweltbedingungen der Arktis sind dafür zu unterschiedlich. Manche Inuksuit sind zudem aus einem Gestein errichtet, auf dem sich keine Flechten ansiedeln können, weshalb sie viel jünger aussehen, als sie sind. Zuweilen bildet sich rund um einzelne Inuksuit ein Mikroklima aus, das (nicht selten zusammen mit von Vögeln abgeschiedenem Guano) das Wachstum höherer Pflanzenarten am Fuß des Inuksuks fördert.

## Aufgaben von Inuksuit

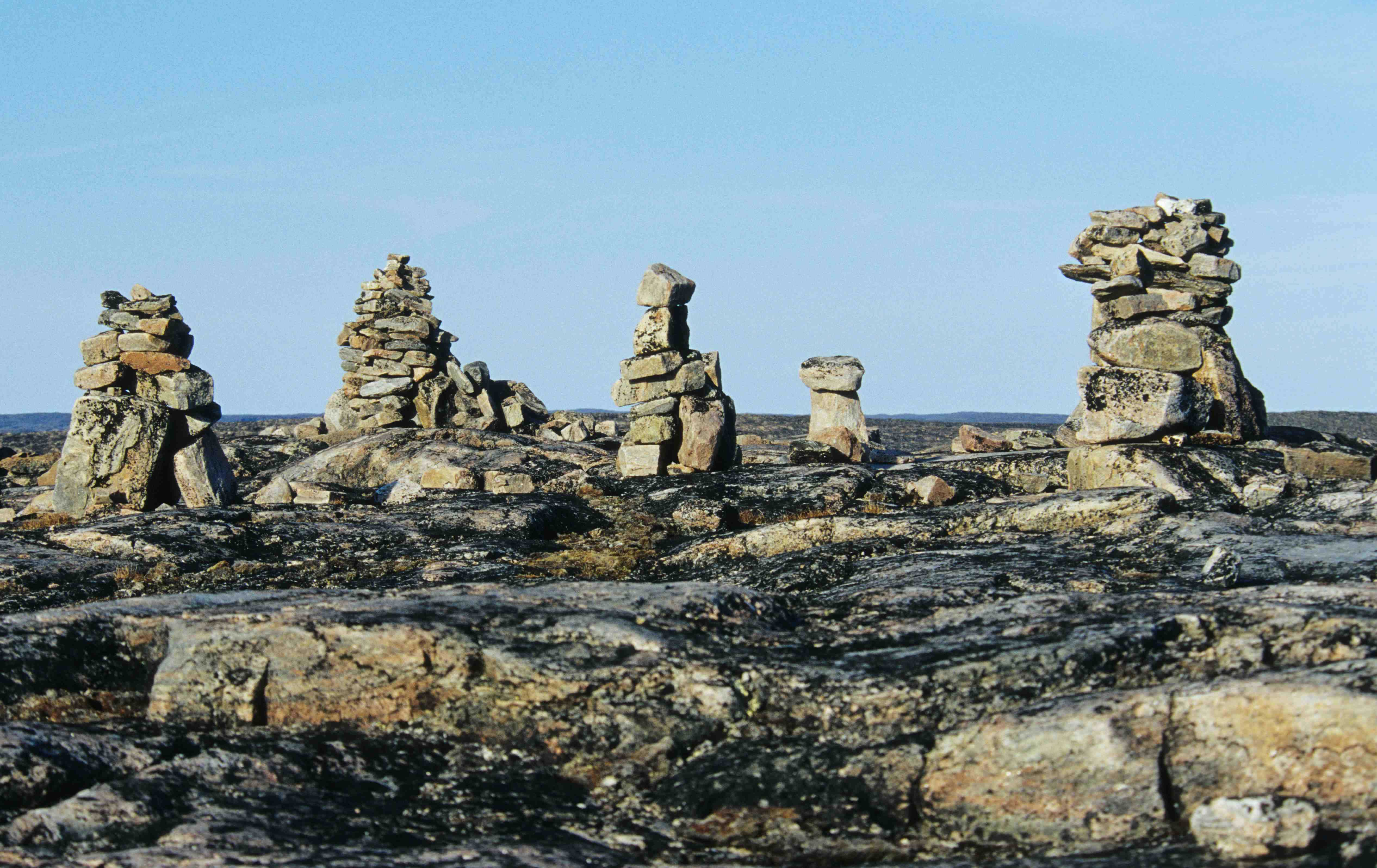
Inuksugalait, „wo es sehr viele Inuksuit gibt“; Bezeichnung der Inuit für das Kap „Inuksuk Point“ an der Westspitze der Foxe-Halbinsel (Baffininsel)

Die Gründe, die zum Bau von Inuksuit führten, haben sich über die Jahrhunderte hinweg bis heute kaum verändert. Wie die Steinmännchen anderer Kulturen dienten Inuksuit Reisenden als Wegweiser, waren Landmarken zum Wiederfinden von Vorratsstellen, Warnhinweise auf gefahrvolle Plätze und Erinnerungszeichen an Orten, an denen sich Ungewöhnliches ereignet hatte. Zu Zeiten, als die Eskimos noch mit Pfeil und Bogen jagten, hatten die Inuksuit bei der Jagd auf Karibus eine wichtige Funktion: Die Tiere ließen sich von diesen menschenähnlichen Gestalten in die Richtung lenken, wo die Jäger getarnt auf sie warteten und nun leichte Beute erhielten. Ein Fundplatz namens Tukilik nahe Nettling Lake im Westen der Baffininsel ist ein Karibu-Jagdplatz mit mehr als 200 Inuksuk. Es wird angenommen, dass Jäger dort zwischen den Steinsetzungen auf das Wild warteten, welches, durch die Steine verwirrt, die Menschen nicht oder zu spät wahrnahm. Inuksuit waren folglich aus ganz pragmatischen Gründen für das Überleben in der unwirtlichen Arktis nützlich. Daneben sind auch einzelne Inuksuit bekannt, denen spirituelle Wirkungen zugeschrieben werden, doch ist wenig über deren mythische Bedeutung in den „alten Tagen“ überliefert. Generell sind Inuksuit Denkmäler für das Wissen, Denken und Handeln von Menschen vergangener Zeiten.
Die Inuksuk stehen in einer gemeinsamen Tradition mit Menhiren und den Hirschsteinen der Mongolen. Sie dienen der kollektiven Erinnerung an reale oder mythologische Personen und verändern bewusst das Landschaftsbild, indem sie menschliche Zeichen setzen. Die Größe und das Gewicht vieler der Steine erfordern die Zusammenarbeit vieler Menschen, so dass die Steinsetzungen rituellen, zeremoniellen und gruppenbezogenen Charakter haben.
In der offenen, baumfreien und nur durch sanfte Landschaftsformen geprägten Umgebung identifizieren sich die Erbauer mit den aufgerichteten Steinen und schaffen damit ihren Platz in der Landschaft. Sie erbauen durch kollektive Arbeit ihre eigene Welt.
Sowohl der Denkmal-Charakter als auch die semantische Bedeutung der Steinfiguren werden gefährdet, weil immer mehr neuzeitliche Steinsetzungen durch kulturfremde Besucher der Regionen aufgerichtet werden. Die Ranger von Naturschutzgebieten verweisen darauf, dass der Bau neuer Steinfiguren in Gebieten mit prähistorischen Inuksuk die Funktion und das Landschaftsbild gefährden.

## Formen und Gestalten

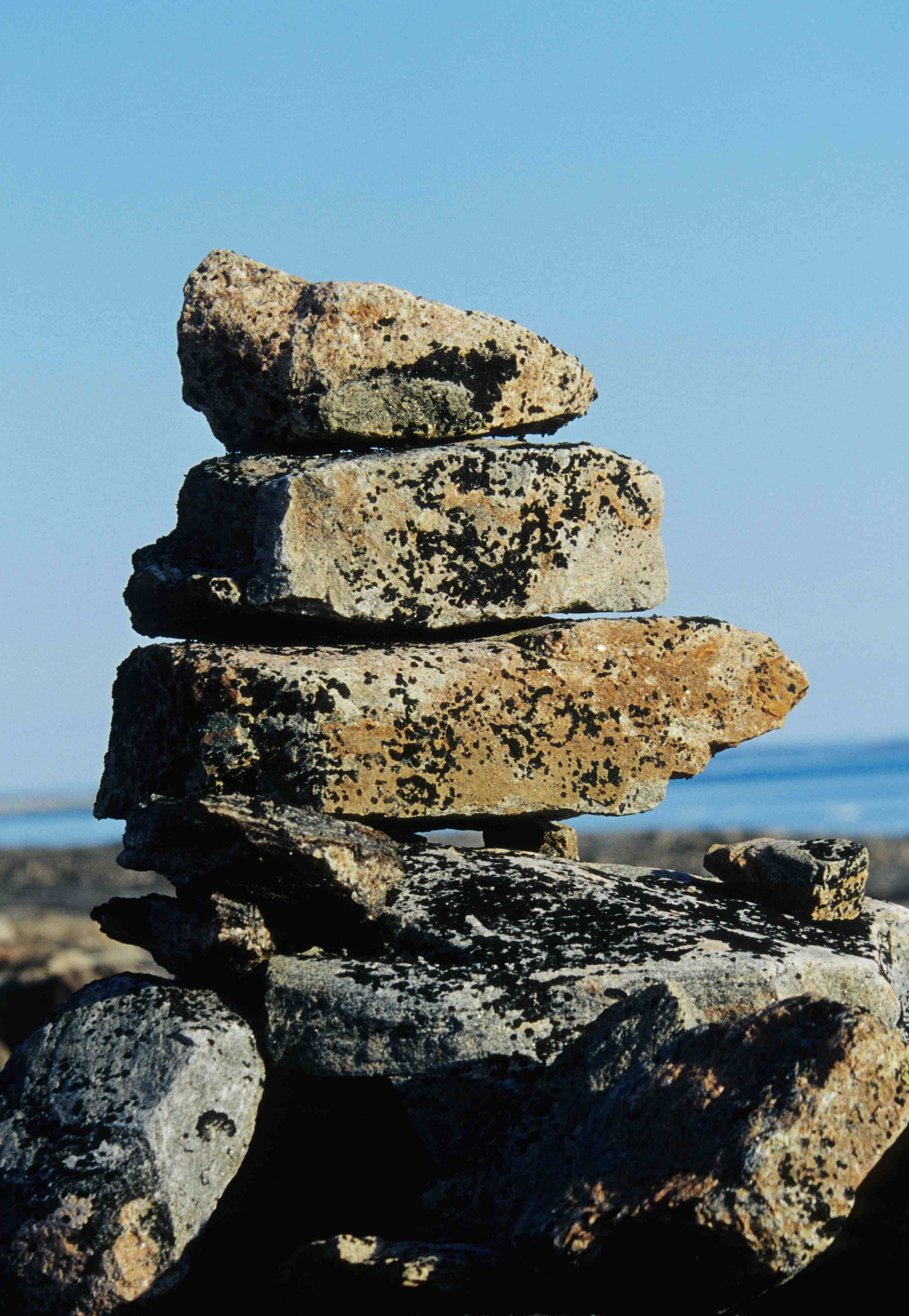
Inuksuk, „anstelle eines Menschen“

Inuksuit haben vielfältige Formen und Gestalten, zu deren Aufbau drei Grundmuster von Steinen dienen: mehr oder weniger runde Felsbrocken, die sich zu pyramiden- oder kegelartigen Hügeln auftürmen lassen, ziegelförmige flache Steine, die zusammengesteckt und aufgeschichtet zum Bau schlanker Gebilde geeignet sind, und ausdrucksvolle größere Felsbrocken, die nicht selten für sich allein wirken. Meist wurden jedoch alle drei Gesteinsformen sorgfältig ausgewählt und zusammengefügt; gelegentlich wurden sogar Tierknochen und -geweihe mit eingebaut oder Tierschädel als Krönung aufgelegt.
Die unterschiedlichen Formen von Inuksuit sind nicht durch Zufall entstanden; sie wurden vielmehr als eine Art Schriftzeichen in die Landschaft gestellt. Daher erscheint es auch konsequent, dass die Eskimos Inuksuit oftmals mit Namen oder Bezeichnungen versehen haben, die allgemeine Hinweise geben – etwa „Sei vorsichtig!“ oder „Gefahrvoller Platz!“ oder auch „Geh diesen Weg!“ – und deren Sinn sich unmittelbar aus ihrer äußeren Form ableitet.

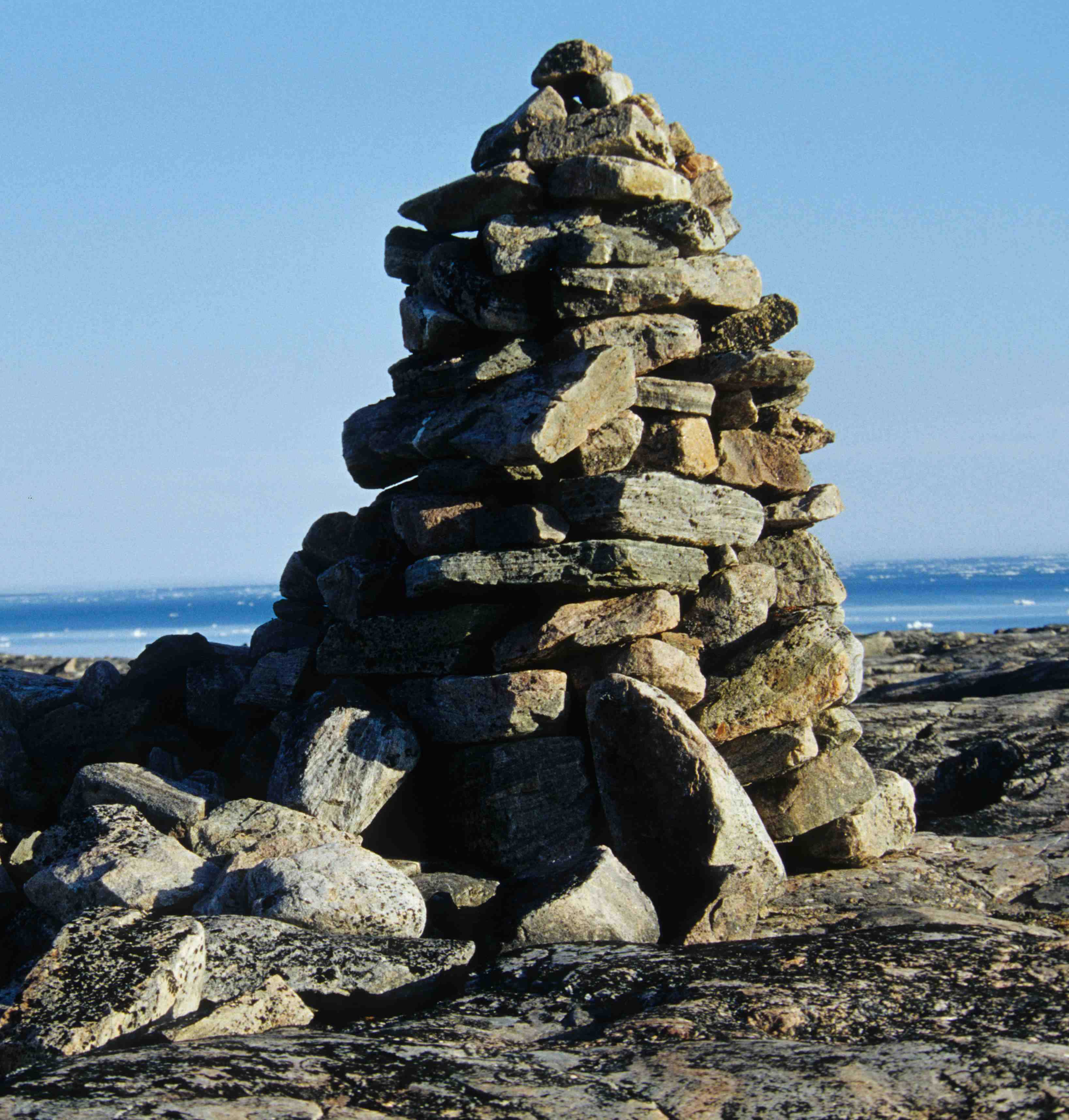
Inuksukjuaq, „großer Inuksuk“ (auch Inuksummarik genannt)

 Grundsätzlich zeigen Inuksuit vier charakteristische Grundstrukturen:
- einzeln aufrecht stehende Felsblöcke als Erinnerungszeichen (Nalunaikkutaq, wörtlich „einer, der geistiges Durcheinander aufhebt“),
- liegende pfeilförmige Zeiger als Richtungsweiser (Tikkuuti, wörtlich „Kompassnadel“, und Turaarut, „der die Zielrichtung zeigt“),
- hohe pyramidenförmige Aufhäufungen von rundlichen Steinen als weithin sichtbare Merkmale (Inuksummarik oder Inuksukjuaq, „großer Inuksuk“)
- und mehr individuelle steinerne Strukturen, die bestimmte Nachrichten übermitteln, Hinweise geben oder Jagdzwecken dienen.

Inuksuk auf der Flagge des Nunavut-Territoriums

Als besonders eindrucksvoll erweist sich für den Betrachter ein sogenannter Inunnguaq. Das ist eine Steinfigur mit Kopf, Rumpf, Armen und Beinen „wie eine menschliche Gestalt“. Wenn dieses Gebilde den Inuksuit auch gemeinhin als fünfte Form zugeordnet wird, ja meist als „klassischer“ Inuksuk gilt (der neuerdings oft markante Punkte von Siedlungen und sogar die 1999 eingeführte Flagge des Inuit-Territoriums Nunavut schmückt), ist es bei genauer Anwendung der Definition eben kein wirklicher Inuksuk. Dieses Steingebilde agiert ja nicht anstelle eines Menschen, sondern stellt selbst gleich einer Skulptur eine menschliche Figur dar. Die ersten Inunnguat (Mehrzahl von Inunnguaq) wurden vor kaum mehr als hundert Jahren errichtet. Sie sollen seinerzeit dazu gedient haben, den Walfängern anzuzeigen, dass sich Eskimos in der Nähe aufhielten. Ihre Aufgabe war es möglicherweise auch, ganz einfach dem Land, „unserem Land“ (auf Inuktitut Nunavut), dafür zu danken, dass es sich den Eskimos mit reicher Jagdbeute geöffnet hat.

## Inuksuk als Logo der Olympischen Winterspiele 2010
Ein Inuksuk diente auch als Logo der Olympischen Winterspiele 2010 im kanadischen Vancouver. Das im Jahr 2005 entworfene Logo der Spiele trägt den Namen Ilaanaq (Inuktitut für „Freund“). Ein ähnlicher Inuksuk befindet sich seit der Expo 86 am Strand von English Bay.